# Papa Agapito II
Agapito II (Roma, 905 - Roma, 8 de novembro de 955) foi um pontífice romano, o 129º Papa, pelo período de 946 a 955.

## Biografia
Homem prudente e enérgico, que governou com sabedoria por dez anos. Com este papa, Roma retomou a iniciativa de tratar firmemente com países e soberanos. Em 950 morria em Turim o jovem rei Lotário, filho de Hugo de Provença, dizem os cronistas florentinos, que de febres, dizem os seus contemporâneos mais próximos, que de veneno por obra de Berengário II, marquês de Ivréa. O certo é que Berengário apoderou-se depressa da coroa lombarda e pretendeu que seu filho Adalberto se casasse com Adelaida, rainha viúva de Lotário. Uniria assim, num reino único, o sul da França e o norte da Itália, e ocupada Roma, proclamar-se-ia Imperador. Opôs-se, porém, a jovem viúva Adelaida. Foi então aprisionada numa torre do "Lago de Guarda", de onde fugiu com a ajuda do bispo de Reggio e foi abrigar-se no forte castelo do Conde Azzo de Canossa. De lá foi invocou auxílio  do jovem rei germânico Oto I, o qual, com forte exército, desceu à Itália, libertou e desposou Adelaide e foi aclamado rei da Lombardia (951).
Não ousou, entretanto, ir receber a coroa imperial em Roma, onde o papa recusou recebê-lo e onde Alberico, lembrando antigo orgulho romano, rejeitava um imperador "bárbaro". Alberico morreu em 954. Impôs ordem e deu paz ao povo; respeitou a autoridade do Papa, fazendo, porém, cunhar moedas com sua efígie junto à do Pontífice. Cometeu afinal um ato imperdoável: sentindo que ia morrer mandou que o transportassem à basílica de São Pedro e lá obteve de todos o juramento de que elegeriam papa seu filho Otaviano, após a morte de Agapito!. Assim, depois de uma vida gloriosa, traiu-se o filho de Marózia.
Agapito II morreu em agosto de 956. O cronista florentino Guy de Passapant teria-lhe dito instantes antes do momento fatal: devia ter vivido muito mais, para o bem de Roma e da Igreja.